# Scottish Cup 1873-1874
La Scottish Cup 1873-1874 è stata la prima edizione della Scottish Cup. Il torneo fu vinto dal Queen's Park che prevalse per 2-0 sul Clydesdale nella finale.

## Calendario della competizione
| Turni            | Date                       | Partite disputate | Club | Nuove partecipanti |
| ---------------- | -------------------------- | ----------------- | ---- | ------------------ |
| Primo Turno      | 18/25 ottobre 1873         | 8 (6 giocate)     | 16→8 | 16                 |
| Quarti di Finale | 8 novembre/6 dicembre 1873 | 4                 | 8→4  | -                  |
| Semifinale       | 13/20 dicembre 1873        | 2                 | 4→2  | -                  |
| Finale           | 21 marzo 1874              | 1                 | 2→1  | -                  |

## Primo Turno
| Squadra Locale     | Punteggio                              | Squadra Ospite | Data            |
| ------------------ | -------------------------------------- | -------------- | --------------- |
| Renton             | 2-0                                    | Kilmarnock     | 18 ottobre 1873 |
| Eastern            | 4-0                                    | Rovers         | 18 ottobre 1873 |
| Alexandra Athletic | 2-0                                    | Callander      | 18 ottobre 1873 |
| Queen's Park       | 7-0                                    | Dumbreck       | 25 ottobre 1873 |
| Western            | 0-1                                    | Blythswood     | 25 ottobre 1873 |
| Clydesdale         | 6-0                                    | Granville      | 25 ottobre 1873 |
| Third Lanark       | Qualificata per ritiro dell'avversaria | Southern       |                 |
| Dumbarton          | Qualificata per ritiro dell'avversaria | Vale of Leven  |                 |

## Quarti di finale
| Squadra Locale     | Punteggio | Squadra Ospite | Data             |
| ------------------ | --------- | -------------- | ---------------- |
| Clydesdale         | 1-1       | Third Lanark   | 8 novembre 1873  |
| Queen's Park       | 1-0       | Eastern        | 22 novembre 1873 |
| Renton             | 0-0       | Dumbarton      | 22 novembre 1873 |
| Alexandra Athletic | 0-2       | Blythswood     | 22 novembre 1873 |

### Replay
| Squadra Locale | Punteggio | Squadra Ospite | Data             |
| -------------- | --------- | -------------- | ---------------- |
| Clydesdale     | 0-0       | Third Lanark   | 16 novembre 1873 |
| Renton         | 1-0       | Dumbarton      | 29 novembre 1873 |

### Secondo Replay
| Squadra Locale | Punteggio | Squadra Ospite | Data            |
| -------------- | --------- | -------------- | --------------- |
| Clydesdale     | 2-0       | Third Lanark   | 6 dicembre 1873 |

## Semifinale
| Squadra Locale | Punteggio | Squadra Ospite | Data             |
| -------------- | --------- | -------------- | ---------------- |
| Queen's Park   | 2-0       | Renton         | 13 dicembre 1873 |
| Clydesdale     | 4-0       | Blythswood     | 20 dicembre 1873 |

## Finale
| Arbitro: | James McIntyre |

|                                       |           |  |
| Billy MacKinnon 60’ Robert Leckie 85’ | Marcatori |  |